# Aspidosperma nobile
Aspidosperma nobile é uma espécie de plantas com flores. Foi descrito pela primeira vez por Johannes Müller Argoviensis. Aspidosperma nobile pertence ao gênero Aspidosperma e à família Apocynaceae.
Esta de planta é encontrada na América do Sul, incluindo na Bolívia e diversos estados do Brasil.

Não há tipos listados como este.